# Serafin Wiestner
Serafin Wiestner (* 20. července 1990 Ilanz) je bývalý švýcarský biatlonista.
Ve světovém poháru skončil nejlépe na 5. místě ve sprintu v americkém prostředí v Presque Isle v sezóně 2015/16. Se švýcarskou štafetou skončil nejlépe na 6. místě.

## Výsledky

### Olympijské hry a mistrovství světa
Wiestner je šestinásobným účastníkem Mistrovství světa v biatlonu a rovněž dvojnásobným účastníkem zimních olympijských her v ruské Soči a v jihokorejském Pchjongčchangu. Jeho nejlepším výsledkem v závodech jednotlivců je deváté místo ze sprintu na olympijských hrách v Pchjongčchangu v roce 2018.
| Sezóna  | D   | Místo              | SP  | SZ  | HZ  | IZ  | ŠT  | SŠT | SZD | Věk    |
| ------- | --- | ------------------ | --- | --- | --- | --- | --- | --- | --- | ------ |
| 2013/14 | ZOH | Soči               | 40. | 56. | –   | –   | 14. | –   | ×   | 23 let |
| 2014/15 | MS  | Kontiolahti        | 29. | 50. | –   | 61. | 7.  | –   | ×   | 24 let |
| 2015/16 | MS  | Oslo               | 11. | 20. | 27. | 53. | 10. | 14. | ×   | 25 let |
| 2016/17 | MS  | Hochfilzen         | 18. | 26. | 29. | 44. | 16. | 14. | ×   | 26 let |
| 2017/18 | ZOH | Pchjongčchang      | 9.  | 28. | 24. | –   | 15. | 13. | ×   | 27 let |
| 2018/19 | MS  | Östersund          | 46. | 49. | –   | –   | 11. | –   | 14. | 28 let |
| 2019/20 | MS  | Antholz-Anterselva | 54. | 46. | –   | 51. | 15. | 10. | –   | 29 let |
| 2020/21 | MS  | Pokljuka           | –   | –   | –   | 43. |     | –   | –   | 30 let |
| 2022/23 | MS  | Oberhof            | 81. | –   | –   | 53. |     | –   |     | 32 let |

Poznámka: Výsledky z olympijských her se do hodnocení světového poháru nezapočítávají, výsledky z mistrovství světa se dříve započítávaly, od mistrovství světa v roce 2023 se nezapočítávají.

### Juniorská mistrovství
Zúčastnil se čtyř Mistrovství světa juniorů v biatlonu. Individuálně nejlépe obsadil 5. pozici ve sprintu v českém Novém Městě na Moravě v roce 2011. Na šampionátu v Ruhpoldingu 2008 v Německu skončil s mužskou štafetou na jedenáctém místě, což je jeho nejlepší týmové umístění.
| Sezóna  | Akce | Místo      | SP  | SZ  | IZ  | ŠT  | Věk    |
| ------- | ---- | ---------- | --- | --- | --- | --- | ------ |
| 2007/08 | MSJ  | Ruhpolding | 31. | 57. | 36. | 11. | 17 let |
| 2008/09 | MSJ  | Canmore    | 39. | 47. | 43. | –   | 18 let |
| 2009/10 | MSJ  | Torsby     | 16. | 24. | 53. | –   | 19 let |
| 2010/11 | MSJ  | Nové Město | 5.  | 10. | 48. | 14. | 20 let |

#### Profily
- Serafin Wiestner v databázi Mezinárodní biatlonové unie (anglicky)
- Serafin Wiestner v databázi Olympedia (anglicky)